# Svend Olufsen
Svend Andreas Grøn Olufsen (født 12. december 1897 på Quistrup i Struer, død 22. december 1949 i Skive) var en dansk ingeniør og grundlægger, bror til Aksel og Peter Olufsen.
Olufsen var søn af landstingsmand, godsejer Peter Olufsen og hustru Anna Hansen. Han var ud af en søskendeflok på 7, hvor Peter, Anna Emilie, Ellen Margrete, Karen Skak var ældre og Gerda og Aksel var yngre søskende. Han grundlagde Bang & Olufsen sammen med Peter Bang i 1925. Virksomhedens første år foregik på Quistrup Gods, hvor loftværelserne blev brugt til virksomhedsdrift og godsets ansatte efterhånden blev involveret mere og mere i produktionen af Eliminatorer, som var Bang & Olufsens første rigtige produktsucces. 
Selvom Svend var uddannet ingeniør og initiativtager til etableringen af virksomheden var det Peter Bang, der stod for innovationen og Svend selv var den der tog sig mest af den forretningsmæssige del. 
Svend Olufsen er i øvrigt kendt for sine generøse, men diskrete, bidrag til forskellige modstandsgrupper under anden verdenskrig. Han hjalp flere jøder med skjul på sit gods Breinholdt ved Struer før de blev sejlet over til Sverige. Han gav større bidrag til bl.a. Churchill-klubben.
Svend Olufsen døde kun 52 år gammel af komplikationer i forbindelse med en blindtarmsoperation.
Han er begravet på Gimsing Kirkegård.